# 菅沢村
菅沢村（すげさわそん）は、鳥取県日野郡にあった村。現在の日野郡日南町の一部にあたる。

## 地理
印賀川の中流域と同川に合流する秋原川、法勝寺川、菅沢川の下流域一帯の山間地に位置していた。

## 歴史
- 江戸時代、菅沢村は鳥取藩領で日野郡に属した[2]。
- 1877年（明治10年）日野郡本山村を合併[2]。
- 1889年（明治22年）10月1日、町村制の施行により、日野郡菅沢村が単独で村制施行し、菅沢村が発足[1][2]。大字は編成せず[2]。
- 1917年（大正6年）12月1日、日野郡印賀村と合併し大宮村を新設して廃止された[1][2]。合併後、大宮村大字菅沢となる[2]。

## 産業
- 農業、和鉄[2]
- 産物：砂鉄、木炭[2]
- 古来和鉄製造と関連産業が盛んであったが、1921年（大正10年）操業を停止した[2]。

## 教育
- 1874年（明治7年）菅沢小学校開校[2]。